# Helliwell Park
Helliwell Park är en park i Kanada.   Den ligger i Comox Valley Regional District och provinsen British Columbia, i den sydvästra delen av landet, 3 600 km väster om huvudstaden Ottawa. Helliwell Park ligger 40 meter över havet. Den ligger på ön Hornby Island.
Terrängen runt Helliwell Park är huvudsakligen platt, men västerut är den kuperad. Havet är nära Helliwell Park österut. Trakten är glest befolkad. Närmaste större samhälle är Fanny Bay, 15,9 km väster om Helliwell Park. 